# Travis Van Winkle

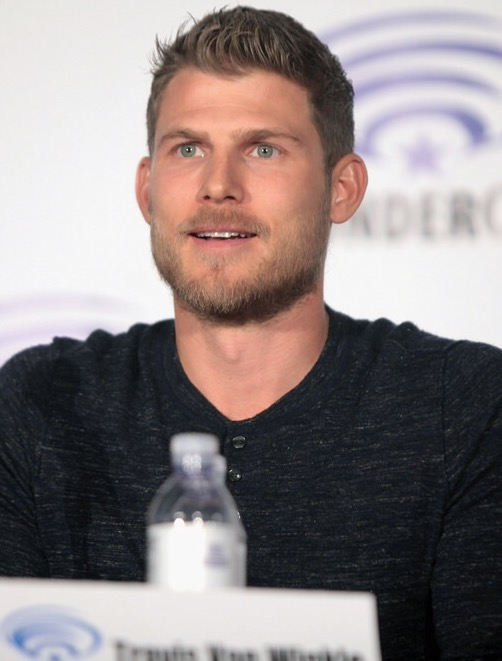
Travis Van Winkle (2016)

Travis Van Winkle (* 4. November 1982 in Victorville, Kalifornien) ist ein US-amerikanischer Schauspieler.

## Karriere
Travis Van Winkle wurde größtenteils durch seine Darstellung des Trent in Transformers von Michael Bay bekannt. Im Februar 2009 kam er mit der Neuverfilmung von Freitag, der 13. unter der Regie von Marcus Nispel in die Kinos.

## Filmografie (Auswahl)

### Spielfilme
- 2004: Instinct vs. Reason
- 2004: Billy’s Dad Is a Fudge-Packer
- 2005: Confession
- 2006: S.H.I.T. – Die Highschool GmbH (Accepted)
- 2006: College Animals 2
- 2006: Left in Darkness – Dämonen der Dunkelheit (Left in Darkness)
- 2007: Asylum
- 2007: Transformers
- 2008: Meine Frau, die Spartaner und ich (Meet the Spartans)
- 2009: Freitag der 13. (Friday the 13th)
- 2011: Hot 247°F – Todesfalle Sauna (247°F)
- 2012: Bloodwork – Experiment ausser Kontrolle (Bloodwork)
- 2014: Sexcoach (Mantervention)
- 2017: Geteilte Weihnacht (Christmas Getaway, Fernsehfilm)
- 2020: Der Weihnachtswunsch des Jahres (Project Christmas Wish, Fernsehfilm)
- 2024: Road House

### Fernsehserien
- 2004: Quintuplets (Folge 1x17)
- 2004: Raven blickt durch (That’s So Raven, Folge 3x07)
- 2005: Malcolm mittendrin (Malcolm in the Middle, Folge 6x13)
- 2005: O.C., California (The O.C., Folge 2x20)
- 2005: Eine himmlische Familie (7th Heaven, Folge 10x06)
- 2007: Veronica Mars (Folge 3x19)
- 2007: Greek (Folge 1x07)
- 2009: 90210 (4 Folgen)
- 2011: Happy Endings (2 Folgen)
- 2011: 2 Broke Girls (Folge 1x05)
- 2012: Two and a Half Men (Folge 9x14)
- 2013: Hart of Dixie (5 Folgen)
- 2014–2018: The Last Ship (56 Folgen)
- 2015: Scorpion (Folge 2x04)
- 2019: Instinct (11 Folgen)
- 2021: You – Du wirst mich lieben (You, 8 Folgen)
- 2023: Fubar